# Parablennius zvonimiri
La babosa de bandas es la especie Parablennius zvonimiri, un pez marino de la familia de los blénidos. Su nombre se debe al dibujo en su cuerpo.

## Hábitat natural
Es una especie que se distribuye de forma endémica por el norte y oeste del mar Mediterráneo y norte y oeste del mar Negro. Abundante en las islas Baleares.
Es típicamente encontrado entre 6 y 12 metros de profundidad. Su población es común y estable en las zonas por las que se distribuye, por lo que su conservación se considera "de preocupación menor".

## Morfología
Con la forma característica de los blénidos y coloración críptica, con tentáculos ramificados sobre los ojos, la longitud máxima descrita es de 7 cm. El color habitual oscuro con siete manchas blancas, pero durante el apareamiento los machos presentan un color naranja vivo para atraer a las hembras a su territorio.

## Comportamiento
Habita pegado al fondo demersal marino, en las costas rocosas y poco iluminadas tales como rocas colgantes o cuevas, común en arrecifes rocosos entre las algas, de las que pasta.
La hembra deposita los huevos en el interior de un mejillón vacío y el macho, tras fecundarlos, se encarga de cuidarlos hasta que eclosionan. Bostezan a modo de defensa para ahuyentar a los machos rivales de su territorio.